# ويليام تمبلتون جونسون
ويليام تمبلتون جونسون (بالإنجليزية: William Templeton Johnson) هو مهندس معماري أمريكي، ولد في 1877، وتوفي في 1957.